# Most Zygmunta Augusta
Die Most Zygmunta Augusta (dt.: Sigismund-August-Brücke) war die erste feststehende Brücke Warschaus. Sie überbrückte die Weichsel und verband die Warschauer Altstadt mit dem auf der Ostseite des Flusses liegenden Vorort Praga (heute: Praga-Północ). Die unter König Sigismund II. August ab 1568 errichtete Brücke gehörte zu den größten Brückenbauten der Zeit und galt bei ihrer Fertigstellung im Jahr 1573 als eine ingenieurtechnische Hochleistung im Renaissance-Zeitalter. Es war die längste Holzbrücke Europas der Zeit.

## Geschichte
Bis zum Bau der festen Brücke wurde der Transport zwischen den beiden Ufern der Weichsel mit Booten und Fähren vorgenommen. Zu Anlässen, an denen viele Menschen teilnahmen, wurden kurzfristig Behelfsbrücken errichtet, bei denen Pontons oder Weichselkähne miteinander verbunden und dann mit einem Überbau versehen wurden. Nachdem Warschau im 16. Jahrhundert zunehmend an Bedeutung gewann, entschied sich Sigismund II. August zur Errichtung einer dauerhaften Brücke. Das erfolgte auch im Hinblick auf die von ihm erwartete zukünftige Funktion Warschaus als Versammlungsort des polnischen Adels. Mit der Vereinbarung der Union von Lublin im Jahr 1569 wurde Warschau dann auch zum Sitz der polnischen Sejms und im Zusammenhang mit der Errichtung der Wahlmonarchie Ort zur Durchführung der Königswahlen. Dazu mussten die anreisenden Polen, Litauer und Ruthenen teilweise die Weichsel überqueren – um zu den jeweiligen Wahlfeldern in Wola und in Kamion zu gelangen.
Vor Baubeginn erwarb der König im Jahr 1549 zunächst von Stanisław Jeżowski das Recht des Warentransports über den Fluss. Auch mussten benötigte Parzellen an den Uferseiten aufgekauft werden. Planung und Bau der Brücke wurden an einen Erasmus aus Zakroczym (Erazm, auch bekannt als Erasmus Giotto oder Erasmus Cziotko) übertragen – einen polnischen Baumeister vermutlich italienischer Herkunft. Es wird vermutet, dass Erasmus bei seiner Planung auf Erfahrungen im italienischen Brückenbau zurückgriff. Der Baufortschritt wurde von dem Warschauer Starosten Zygmunt Wolski beaufsichtigt, für die Finanzen war der Priester Kasper Sadłocha verantwortlich. Der Bau begann am 25. Juni 1567, als der erste Pfahl in den Grund der Weichsel gerammt wurde. Die schweren Rammen waren auf Flößen montiert; Dutzende von Arbeitern wurden benötigt, um diese Rammen anzuheben, die die gut 50 Zentimeter starken Eichenpfähle in den sandigen Grund trieben.
Im Juli 1572 starb der König. Er erlebte die Fertigstellung des Projektes nicht mehr mit, konnte aber noch zu Lebzeiten auf einem provisorischen Steg die Weichsel überqueren. Nach seinem Tod betrieb seine Schwester, Anna Jagiellonica, die spätere Frau von König Stefan Batory, die Fertigstellung. Am 5. April 1573 wurde die Brücke eröffnet. Der Bau hatte in großer Eile für die Nutzung von Anreisenden fertiggestellt werden müssen, die zur notwendigen  parlamentarischen Sitzung nach dem Tode des Königs in Warschau zusammentreten mussten. Letzte Bauarbeiten wurden erst später abgeschlossen.
Die Brücke lag auf der Westseite an der Verlängerung der nach ihr benannten Ulica Mostowa (dt.: Brückenstraße) am Fuß der Warschauer Weichselböschung unterhalb der Warschauer Neustadt. An beiden Seiten der Brücke wurden nach Fertigstellung anliegende Holzhäuser aufgekauft und abgerissen, um die Gefahr eines Brandes auf der Brücke zu verringern. Auch entstanden an beiden Seiten aus Ziegelstein gemauerte Zugangstore. Auf der Westseite ließ die Königin 1581/1582 ein zweigeschossiges Stadttor mit Wachturm errichten. Dieses als „Baszta Mostowa“ (dt.: Brückenturm) oder „Baszta Prochowa“ (dt.: Pulverturm) bezeichnete Gebäude befindet sich heute an der Ulica Boleść 2 und wird von einem Theater genutzt.
Zeitgenossen beeindruckte der Bau aufgrund der Länge und der bislang unbekannten Konstruktionstechnik. Sie glaubten, dass die Brücke der starken Weichselströmung dauerhaft standhalten könne. Für das in der technischen Entwicklung im Verhältnis zu westlichen Ländern rückständige Polen bedeutete der Brückenbau die bedeutendste Ingenieurbauleistung des 16. Jahrhunderts – die auch europaweit Beachtung fand. Der deutsche Reisende und Chronist Georg Braun vermerkte in seinem 1617 in Köln veröffentlichten Werk „Civitatis Urbis Terrarum“:

„Sigismund Augustus baute eine 1150 Fuß lange Holzbrücke an der Weichsel, die in Bezug auf Länge und Pracht der Aussicht in ganz Europa nahezu beispiellos war und weltweite Bewunderung hervorrief ... Aber wie Cicero sagt, gibt es keine Arbeit einer menschlichen Hand, die weder Kraft noch Alter erliegen würde; die Brücke, die vor einigen Jahren erwähnt wurde, wurde unter dem Druck von Wasser und Eis so vollständig zerstört, dass wir heute nicht die geringste Spur davon sehen.“

Drei Jahre nach der Eröffnung beschädigten Eisschollen die Brücke – Stefan Batory ließ sie instand setzen. Auch in den Folgejahren kam es immer wieder zu Beschädigungen – die unregulierte Weichsel mit ihren Hoch- und Tiefwassern und der Eisgang im Frühjahr belastete die dicht stehenden, aus Holzpfählen bestehenden Pfeiler stark. Die Pfähle konnten dazu aufgrund des sandigen Flussbodens nicht tief genug in festen Grund getrieben werden. Auch stellte sich heraus, dass der Überbau zu nahe an der Wasseroberfläche lag.
In den ersten Jahren war die Brückennutzung kostenfrei. Doch bald führte Batory eine Brückenmaut ein, um die hohen Instandhaltungskosten zu finanzieren. In einer entsprechenden Verordnung wurde ausgeführt:

„Weil die Reparatur und Fertigstellung der Brücke einer starken Finanzierung bedarf, wird es notwendig, dass jedermann, der die Brücke benutzen möchte, eine Brückenmaut zahlt, unabhängig von seinem gesellschaftlichen Status, Würde oder Amt. (...) Für den, der das Bezahlen einer Brückenmaut als beleidigend empfindet, werden Fähren bereitgestellt, und er kann - statt die Brücke benutzen - mit den Fähren [den Fluss] überqueren.“

Die Brücke blieb bis zum Jahr 1603 erhalten, als sie erneut wegen Eisdrucks zusammenbrach und nicht mehr wiederaufgebaut wurde. Die verbliebenen Brückenteile trieben in den Folgejahren ab oder wurden von Warschauern demontiert. Ab diesem Zeitpunkt gab es in Warschau keine feste Weichselbrücke mehr; erst 1864 entstand mit der Most Kierbedzia wieder eine dauerhafte Flussbrücke.

## Konstruktion

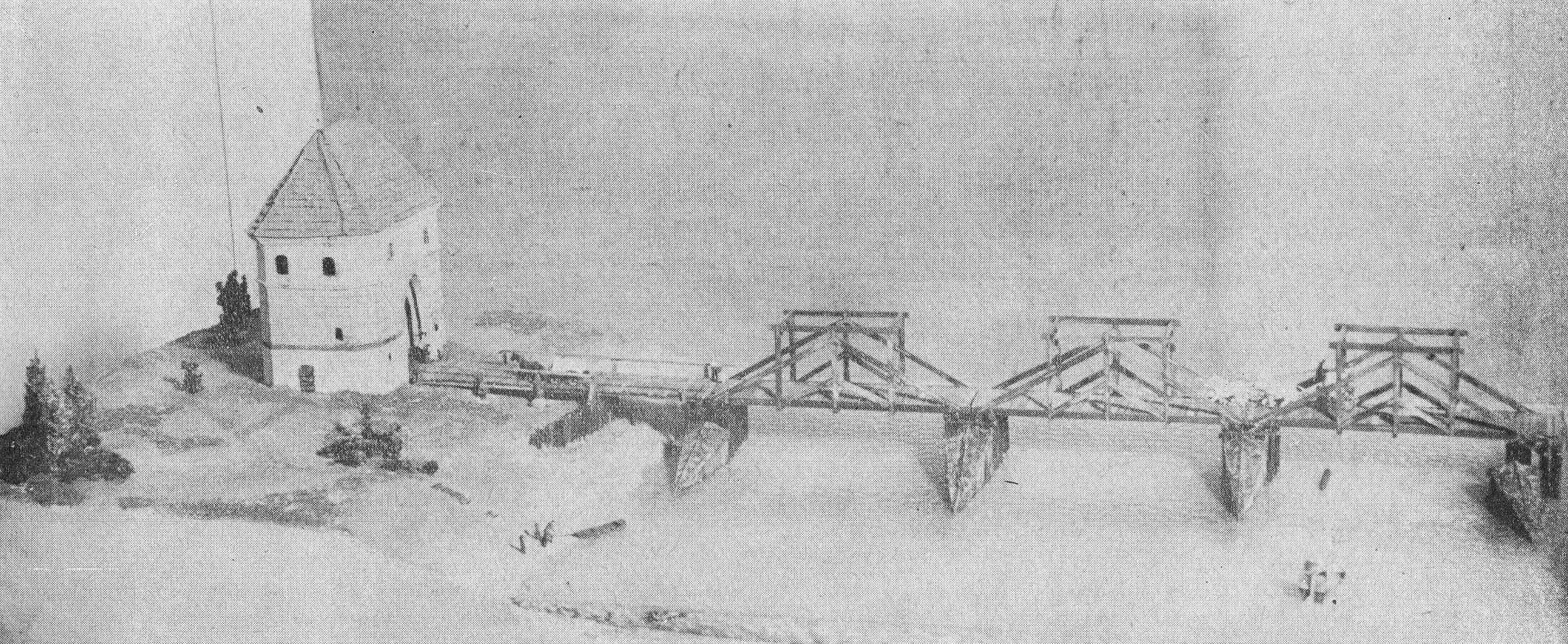
Modell der Brückenkonstruktion, ausgestellt im Historischen Museum der Stadt Warschau

Für den Bau der Brücke wurde eine dreieckige Dachstuhl-Fachwerkkonstruktion genutzt, eine Kombination aus Hängewerken und rechteckigen Rahmen. Am unteren Tragwerk dieser Konstruktion, die je beidseitig auf den Brückenpfeilern aufsetzte, war die Fahrbahn angehängt. Dabei wurden Eichenholz und Eisenbeschläge verwendet. Es entstanden insgesamt 22 Überbau-Elemente mit einer Höhe von etwa neun Metern. 18 dieser Elemente mit einer Spannweite von ca. 24 Metern waren dauerhaft mit den aus Pfählen gebildeten Pfeilern verbunden. Die Mittelelemente waren kürzer (etwa 10 Meter lang) und lagen auf Schwimmkörpern, sie konnten geöffnet werden, um Schiffe auf der Weichsel passieren zu lassen. 15 Wellenbrecher schützten die Brücke vor Fluten, Treibeis und sonstigen herantreibenden Gegenständen. Die für den Bau der rund 500 Meter langen und sechs Meter breiten Brücke benötigten Eisenteile wurden aus Ungarn bezogen. Das Holz kam vor allem aus stromaufwärts gelegenen Wäldern (z. B. bei Kozienice), von wo aus es mit Flößen nach Warschau transportiert wurde. Einzelne Stämme wurden auch aus Litauen geliefert.